# Michela Azzola
Michela Azzola (Bergamo, 20 novembre 1991) è un'ex sciatrice alpina italiana.

## Biografia
Originaria di Albino, ha fatto parte della nazionale italiana dal 2009 e ha debuttato in gara valide ai fini del punteggio FIS il 7 dicembre 2006 a Geilo in Norvegia, giungendo 63ª in slalom gigante. Il 16 gennaio 2008 ha esordito in Coppa Europa, a Caspoggio in discesa libera (48ª), mentre l'anno successivo ha partecipato ai Mondiali juniores di Garmisch-Partenkirchen 2009, ottenendo come miglior risultato il 20º posto nello slalom speciale. Nel 2012 ha conquistato la sua prima vittoria, nonché primo podio, in Coppa Europa, il 18 marzo a Courmayeur in slalom speciale, e ha disputato la sua prima gara in Coppa del Mondo, partecipando allo slalom gigante tenutosi sul ghiacciaio di Sölden il 27 ottobre, senza completare la prova.
L'anno seguente ha ottenuto l'ultima vittoria in Coppa Europa, nonché ultimo podio, il 1º febbraio a Zakopane in slalom speciale, ed è stata convocata per i Mondiali di Schladming 2013, sua unica presenza iridata, dove ha disputato lo slalom speciale senza concludere la seconda manche. In Coppa del Mondo ha ottenuto il miglior piazzamento il 5 gennaio 2014 a Bormio in slalom speciale (11ª) e ha preso per l'ultima volta il via l'8 gennaio 2019 a Flachau nella medesima specialità, senza completare la prova; si è ritirata al termine della stagione 2020-2021 e la sua ultima gara è stata lo slalom gigante dei Campionati italiani 2021, disputato il 24 marzo a Livigno e chiuso dalla Azzola al 23º posto. Non ha preso parte a rassegne olimpiche.

## Palmarès

### Coppa del Mondo
- Miglior piazzamento in classifica generale: 83ª nel 2014

### Coppa Europa
- Miglior piazzamento in classifica generale: 12ª nel 2013
- Vincitrice della classifica di slalom speciale nel 2013
- 5 podi:
  - 3 vittorie
  - 1 secondo posto
  - 1 terzo posto

#### Coppa Europa - vittorie
| Data             | Località   | Paese   | Specialità |
| ---------------- | ---------- | ------- | ---------- |
| 18 marzo 2012    | Courmayeur | Italia  | SL         |
| 26 novembre 2012 | Vemdalen   | Svezia  | SL         |
| 1º febbraio 2013 | Zakopane   | Polonia | SL         |

Legenda:

SL = slalom speciale

### South American Cup
- Miglior piazzamento in classifica generale: 18ª nel 2012
- 1 podio:
  - 1 vittoria

#### South American Cup - vittorie
| Data              | Località             | Paese     | Specialità |
| ----------------- | -------------------- | --------- | ---------- |
| 14 settembre 2011 | Ushuaia Cerro Castor | Argentina | SL         |

Legenda:

SL = slalom speciale

### Campionati italiani
- 1 medaglia[2]:
  - 1 bronzo (slalom speciale nel 2013)